# 1435 Garlena
1435 Garlena eller 1936 WE är en asteroid i huvudbältet, som upptäcktes 23 november 1936 av den tyske astronomen Karl Wilhelm Reinmuth i Heidelberg. Den har fått sitt namn efter en bekant till den tyske astronomen W. Schaub.
Asteroiden har en diameter på ungefär 14 kilometer.